# HMS Vigilant (R93)
Pour les autres navires du même nom, voir HMS Vigilant.
Le HMS Vigilant (R93) était un destroyer de classe V de la Royal Navy qui a servi durant la Seconde Guerre mondiale.

## Service
- Convois de l'Arctique
- Débarquement de Normandie
- Bataille du détroit de Malacca